# 崔巍 (1973年)
崔巍（1973年5月—），男，山东威海人，中华人民共和国外交官，曾任中华人民共和国驻伊斯坦布尔总领事，现任中华人民共和国驻伊拉克共和国特命全权大使。

## 生平
1995年，进入中华人民共和国外交部工作，先后在外交部西亚北非司、驻伊斯坦布尔总领事馆、驻土耳其大使馆任职。2012年，任驻美国大使馆参赞。2013年，任驻伊朗大使馆参赞、首席馆员。2015年，任外交部西亚北非司参赞。2018年1月，出任中华人民共和国驻伊斯坦布尔总领事。2022年4月，出任中华人民共和国驻伊拉克大使。

## 家庭
已婚，有一子一女。